# Coupe du monde masculine de basket-ball 2014
Cet article traite de l'épreuve masculine. Pour la compétition féminine, voir Championnat du monde de basket-ball féminin 2014.
Navigation
Édition précédente Édition suivante
La 17e édition du championnat du monde masculin de basket-ball, renommé Coupe du monde FIBA, se déroule en Espagne du 30 août au 14 septembre 2014. Les États-Unis sont les tenants du titre, devant la Turquie qui évoluait à domicile en 2010.
Les États-Unis, vainqueurs de la compétition, sont qualifiés pour le tournoi des Jeux olympiques 2016 de Rio de Janeiro.

## Préparation de l’évènement

### Désignation du pays hôte
L'Espagne a obtenu l'organisation du 17e championnat du monde le 23 mai 2009 aux dépens de la France, du Danemark, de la Russie, de l'Arabie saoudite, du Qatar, de l'Italie, de la Grèce et de la Chine.
Parmi les neuf candidatures, trois seulement ont été retenues par la FIBA : celles de la Chine (qui a accueilli le Championnat d'Asie 2009), de l'Italie (qui a reçu l'EuroBasket Femmes 2007) et de l'Espagne (hôte de l'EuroBasket 2007).
Le 23 mai 2009 a eu lieu le vote du Conseil central de la FIBA à Genève, où les représentants chinois et espagnols se sont abstenus. La Chine est éliminée au premier tour du scrutin. Au second tour, Arvydas Sabonis et Saša Djordjević annoncent que l'Espagne a remporté l'organisation de ce mondial avec onze voix contre huit à l'Italie.
En janvier 2012, la FIBA, par l'intermédiaire de son secrétaire général Patrick Baumann, indique que la compétition, initialement connue sous le terme FIBA World Championship portera désormais le nom de FIBA Basketball World Cup, ce terme World Cup étant plus connu dans le monde, quelle que soit la langue utilisée : Copa del Mundo, Coppa del Mondo, Coupe du monde,,.

### Lieux retenus
Madrid est la ville centrale, hôte de la finale et de la moitié des matchs de la phase à élimination directe. La salle utilisée est le Palacio de Deportes de la Comunidad de Madrid, où évolue le Real Madrid.
Le 17 avril 2010, Barcelone est ajoutée à la liste des villes accueillant des matchs, ce qui porte le total à six villes. C'est le premier événement international majeur de basket-ball organisé à Barcelone depuis l'Eurobasket 1997 où le Palau Sant Jordi a accueilli les phases finales.
Voici la liste des sites qui sont utilisés pour accueillir les rencontres lors de la Coupe du monde FIBA 2014.
| Madrid Barcelone Barakaldo Séville Grenade Îles Canaries |

| Las Palmas |

### Qualifications

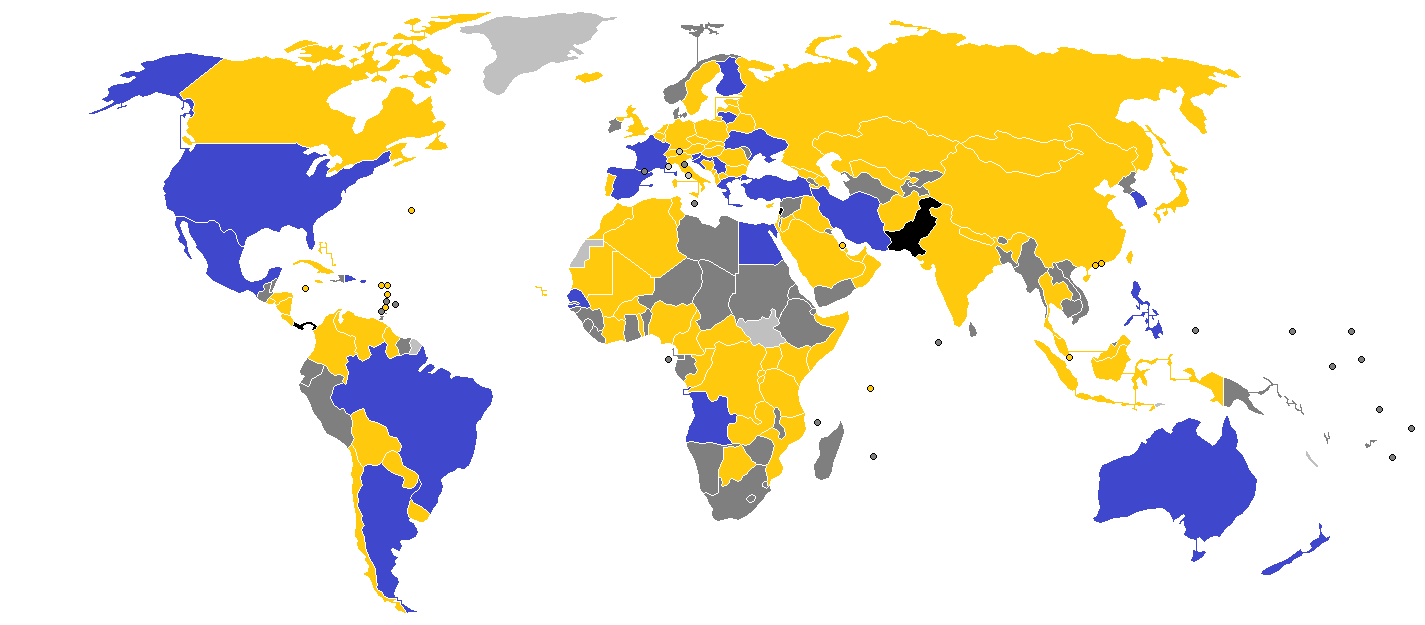
Pays qualifiés pour cette coupe du monde.
Qualifié
Éliminé
non participant
Disqualifié ou suspendu par la FIBA
non-membre de la FIBA

#### Résultats des championnats continentaux 2013 et attributions des wild-cards
Vingt-quatre équipes sont qualifiées pour ce championnat du monde. À la suite du tournoi olympique de 2012 duquel les États-Unis sont sortis vainqueurs, la FIBA Amériques voit son quota diminuer d'une unité passant de cinq à quatre. Quatre wild-cards (invitations de la FIBA) sont distribuées le 1er février 2014, suivant des critères aussi bien sportifs qu'économiques. Les pays obtenant une wild card sont la Grèce, la Turquie, le Brésil et la Finlande,,.
Participants aux qualifications (67 nations issues de 213 fédérations) :
- Nation hôte : 1 place
- Tournoi olympique 2012 : 12 participants pour 1 place (qui sera otée de la zone FIBA du qualifié)
- FIBA Asie : 15 participants pour 3 places
- FIBA Océanie : 2 participants pour 2 places
- FIBA Afrique : 16 participants pour 3 places
- FIBA Amériques : 10 participants pour 4 places
- FIBA Europe : 24 participants pour 6 places
- Wild cards : 4 places

| Compétition                      | Date                        | Lieu                       | Places | Qualifiés                                           |
| -------------------------------- | --------------------------- | -------------------------- | ------ | --------------------------------------------------- |
| Pays hôte                        | 13 mars 2011                | Genève                     | 1      | Espagne                                             |
| Jeux olympiques d'été de 2012    | 29 juillet – 12 août 2012   | Londres                    | 1      | États-Unis                                          |
| Championnat d'Asie 2013          | 1er – 11 août 2013          | Manille                    | 3      | Iran Philippines Corée du Sud                       |
| Championnat d'Océanie 2013       | 14 - 18 août 2013           | Nouvelle-Zélande Australie | 2      | Australie Nouvelle-Zélande                          |
| Championnat d'Afrique 2013       | 20 – 31 août 2013           | Abidjan                    | 3      | Angola Égypte Sénégal                               |
| Championnat des Amériques 2013   | 30 août – 11 septembre 2013 | Caracas                    | 4      | Mexique Porto Rico Argentine République dominicaine |
| Championnat d'Europe 2013        | 4 – 22 septembre 2013       | Ljubljana                  | 6      | France Lituanie Croatie Slovénie Ukraine Serbie     |
| Wild Card attribuées par la FIBA | 2 février 2014              | Barcelone                  | 4      | Brésil Grèce Finlande Turquie                       |
| Total                            |                             |                            | 24     |                                                     |

#### Suspension et réintégration du Sénégal
Fin novembre 2013, la FIBA décide de suspendre les fédérations du Maroc, du Guatemala et du Sénégal, en raison du dysfonctionnement de l'organe de gouvernance du basket-ball dans ces pays. À la suite d'une fraude sur l'âge de joueurs de ses sélections des moins de 19 ans aux championnats du monde masculin et féminin en 2013, la fédération sénégalaise est même dissoute. Par conséquent, l'équipe nationale senior ne peut participer à la Coupe du monde. Ayant régulé sa situation quelques mois plus tard, la FIBA lève la sanction à l'encontre du Sénégal et l'autorise à disputer la compétition.

### Tirage au sort des groupes du tour préliminaire

#### Procédure et nouveautés du format
La procédure du tirage au sort consiste à répartir les vingt-quatre équipes qualifiées pour la Coupe du monde 2014 dans six pots. Elles y sont réparties suivant le classement mondial de la FIBA (indiqué entre parenthèses dans le tableau) et des critères géographiques :
- Dans le pot 2, la Finlande ne peut prendre part à un groupe contenant déjà une équipe européenne, et se retrouvera donc soit avec les États-Unis soit avec l'Argentine ;
- Dans le pot 6, l'Australie ne peut se retrouver dans le groupe de la Nouvelle-Zélande et intégrera une poule comportant deux équipes européennes.

De plus, contrairement à l'édition précédente, les États-Unis et l'Espagne (les deux premières nations au classement) ne peuvent pas se retrouver dans la même partie de tableau : il leur est impossible de se rencontrer avant la finale (de fait, il en va de même pour les équipes classées troisième et quatrième, respectivement l'Argentine et la Lituanie). En effet, les équipes des groupes A et B sont dans la première moitié de tableau, tandis que celles des groupes C et D sont dans la seconde.
Il n'y a plus de matchs de classement pour les équipes éliminées en quart de finale.

#### Chapeaux retenus pour le tirage au sort
| Chapeau 1                                             | Chapeau 2                                          | Chapeau 3                                                          | Chapeau 4                                           | Chapeau 5                                                            | Chapeau 6                                      |
| ----------------------------------------------------- | -------------------------------------------------- | ------------------------------------------------------------------ | --------------------------------------------------- | -------------------------------------------------------------------- | ---------------------------------------------- |
| Argentine (3) Lituanie (4) Espagne (2) États-Unis (1) | Angola (15) Égypte (46) Sénégal (41) Finlande (39) | Iran (20) Corée du Sud (31) Philippines (34) Nouvelle-Zélande (19) | Croatie (16) Serbie (11) Slovénie (13) Ukraine (45) | Brésil (10) République dominicaine (26) Mexique (24) Porto Rico (17) | Australie (9) France (8) Grèce (5) Turquie (7) |

#### Équipes qualifiées réparties dans les quatre groupes
| Groupe A | Groupe B    | Groupe C               | Groupe D     |
| -------- | ----------- | ---------------------- | ------------ |
| Espagne  | Argentine   | États-Unis             | Lituanie     |
| Égypte   | Sénégal     | Finlande               | Angola       |
| Iran     | Philippines | Nouvelle-Zélande       | Corée du Sud |
| Serbie   | Croatie     | Ukraine                | Slovénie     |
| Brésil   | Porto Rico  | République dominicaine | Mexique      |
| France   | Grèce       | Turquie                | Australie    |

## Acteurs

### Équipes nationales

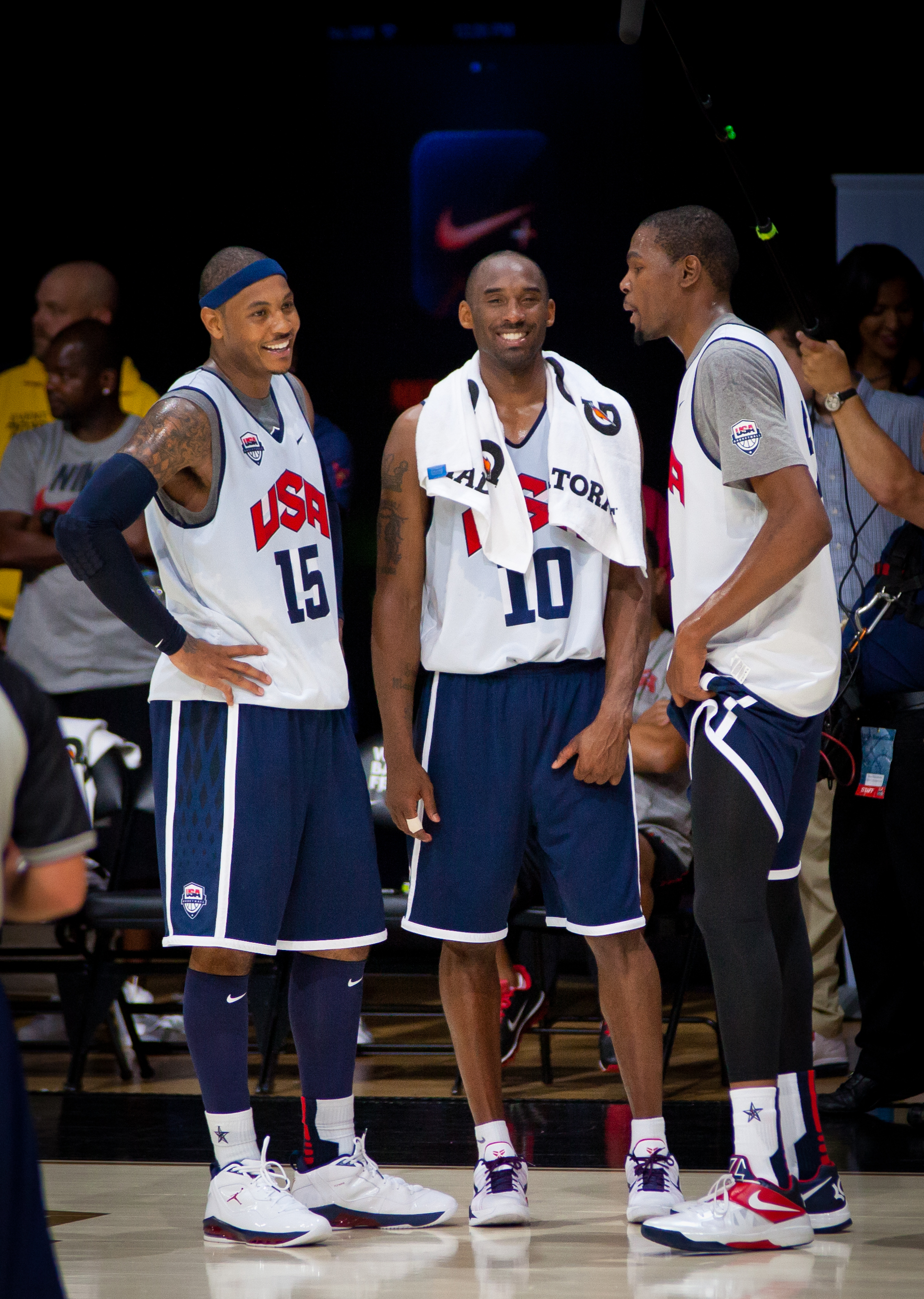
Trois absents de marque pour les États-Unis : Anthony, Bryant et Durant (de gauche à droite).

#### Équipes absentes
Parmi les vingt premières nations au classement mondial de la FIBA, quatre sont absentes et n'ont pas obtenu de wild card : la Russie (6e mondiale et seulement 21e de l'Euro 2013), l'Allemagne (14e mondiale et 17e de l'Euro 2013), la Chine (12e mondiale et 5e du championnat d'Asie 2013) et le Nigeria (18e mondiale et 7e du championnat d'Afrique 2013).

#### Joueurs absents
De nombreux joueurs parmi ceux évoluant en NBA, ainsi que quelques joueurs majeurs évoluant en Europe, sont absents pour cause de blessure ou par refus de la sélection pour privilégier leur préparation pour la prochaine saison.
- les Américains Kobe Bryant (Lakers de Los Angeles), LeBron James (Cavaliers de Cleveland), Carmelo Anthony (Knicks de New York), Kevin Love (Cavaliers de Cleveland), Chris Paul (Clippers de Los Angeles), Blake Griffin (Clippers de Los Angeles), Dwight Howard (Rockets de Houston), LaMarcus Aldridge (Trail Blazers de Portland)[29], Russell Westbrook (Thunder d'Oklahoma City)[30], Kawhi Leonard (Spurs de San Antonio)[31], Paul George (Pacers de l'Indiana)[32] et Kevin Durant (Thunder d'Oklahoma City)[33] ;
- les Argentins Carlos Delfino (Bucks de Milwaukee)[34] et Emanuel Ginóbili (Spurs de San Antonio)[35] ;
- les Australiens Andrew Bogut (Warriors de Golden State) et Patty Mills (Spurs de San Antonio)[36] ;
- les Français Tony Parker (Spurs de San Antonio)[37], Joakim Noah (Bulls de Chicago)[38], Kevin Séraphin (Wizards de Washington)[39], Alexis Ajinça (Pelicans de La Nouvelle-Orléans)[40], Nando de Colo (CSKA Moscou)[41] et Ian Mahinmi (Pacers de l'Indiana)[42] ;
- les Grecs Kosta Koufos (Grizzlies de Memphis)[43], Vassilis Spanoulis (Olympiakós Le Pirée) et Stratos Perperoglou (Olympiakós Le Pirée)[44] ;
- les Turcs Enes Kanter (Jazz de l'Utah)[45], Ersan İlyasova (Bucks de Milwaukee) et Hidayet Türkoğlu (Clippers de Los Angeles)[46] ;
- le Dominicain Al Horford (Hawks d'Atlanta)[47] ;
- les Serbes Vasilije Micić (Bayern Munich)[48] et Nemanja Nedović (Warriors de Golden State)[49] ;
- les Lituaniens Mantas Kalnietis (Žalgiris Kaunas)[50] et Robertas Javtokas (Žalgiris Kaunas)[51].

#### Effectifs
Chaque nation dispose d'une équipe de douze joueurs dans laquelle elle peut incorporer au maximum un joueur naturalisé. La liste finale des douze joueurs doit être fournie par le sélectionneur de l'équipe au plus tard la veille au soir du premier match. Les joueurs de cette liste finale sont choisis parmi ceux figurant sur la liste des vingt-quatre joueurs déposée à la FIBA au plus tard deux mois avant le début du championnat.

#### Tenues de match
L'équipe de France est la première nation à arborer un maillot à manche lors d'une compétition officielle de la FIBA, après que ce nouveau style vestimentaire a été testé en NBA lors de cette saison.
L'équipe des États-Unis, après la terrible blessure de Paul George, a souhaité rendre hommage à son joueur en apposant sur son maillot des patchs ainsi que des messages sur les chaussures des joueurs, bien que le règlement de la FIBA l'interdise.

### Arbitres
En février 2014, la FIBA a dévoilé la liste des arbitres qui officieront pour les championnats du monde masculin et féminin de 2014.
La FIBA a ainsi sélectionné quarante arbitres :
| - Carlos Julio - Alejandro Chiti - Michael Aylen - Vaughan Mayberry - Marcos Benito - Cristiano Maranho - Arnaud Kom Njilo - Stephen Seibel - Michael Weiland - Sreten Radović - Reynaldo Mercedes - Joseph Bissang - Eddie Viator - Robert Lottermoser | - Chrístos Christodoúlou - Ilías Koromilás - Guerrino Cerebuch - Luigi Lamonica - Yuji Hirahara - Yevgeniy Mikheyev - Mohammad Al-Amiri - Oļegs Latiševs - José Reyes - Kingsley Ojeaburu - Ferdinand Pascual - Fernando Rocha - Jorge Vázquez | - Luis Roberto Vázquez - Ilija Belošević - Milivoje Jovčić - Matej Boltauzer - Juan Arteaga - Juan Carlos González - Benjamin Jiménez - Miguel Pérez Pérez - Rüştü Nuran - Borys Ryzhyk - Steven Anderson - Anthony Jordan - Alejandro Sánchez |

## Déroulement de la compétition

### Tour préliminaire
- Les heures et l'ordre prévisionnels des rencontres se trouvent dans le fichier suivant[55].
- Une victoire vaut deux points, une défaite un point. À l'issue des cinq matchs disputés par toutes les équipes, les quatre premiers de chaque groupe sont qualifiés pour les huitièmes de finale. En cas d'égalité, les équipes sont départagées par la différence particulière (matchs l'un contre l'autre), puis par la différence générale.

#### Groupe A
Ce groupe est qualifié de « groupe de la mort ». Quatre équipes sont classées dans les onze meilleures nations du classement mondial de la FIBA : l'Espagne (deuxième, finaliste des deux derniers tournois olympiques), la France (huitième, championne d'Europe 2013), le Brésil (dixième) et la Serbie (onzième). Les deux autres équipes sont l'Iran (champion d'Asie 2013) et l’Égypte (vice-championne d'Afrique 2013).
| Groupe A à Grenade        |         |     |   |   |     |     |      |     |
| Cl                        | Équipe  | Pts | G | P | PP  | PC  | Diff | Dép |
| 1                         | Espagne | 10  | 5 | 0 | 440 | 314 | +126 |     |
| 2                         | Brésil  | 9   | 4 | 1 | 416 | 333 | +83  |     |
| 3                         | France  | 8   | 3 | 2 | 376 | 357 | +19  |     |
| 4                         | Serbie  | 7   | 2 | 3 | 387 | 378 | +9   |     |
| 5                         | Iran    | 6   | 1 | 4 | 344 | 406 | -62  |     |
| 6                         | Égypte  | 5   | 0 | 5 | 311 | 486 | -175 |     |
| Brésil · Égypte · Espagne |         |     |   |   |     |     |      |     |
| France · Iran · Serbia    |         |     |   |   |     |     |      |     |

| 30 août       | Égypte  | 64  | 85 | Serbie  |
| 30 août       | France  | 63  | 65 | Brésil  |
| 30 août       | Iran    | 60  | 90 | Espagne |
| 31 août       | Serbie  | 73  | 74 | France  |
| 31 août       | Brésil  | 79  | 50 | Iran    |
| 31 août       | Espagne | 91  | 54 | Égypte  |
| 1er septembre | Iran    | 70  | 83 | Serbie  |
| 1er septembre | France  | 94  | 55 | Égypte  |
| 1er septembre | Brésil  | 63  | 82 | Espagne |
| 3 septembre   | Égypte  | 73  | 88 | Iran    |
| 3 septembre   | Serbie  | 73  | 81 | Brésil  |
| 3 septembre   | Espagne | 88  | 64 | France  |
| 4 septembre   | Brésil  | 128 | 65 | Égypte  |
| 4 septembre   | Iran    | 76  | 81 | France  |
| 4 septembre   | Serbie  | 73  | 89 | Espagne |

Légende : Pts : nombre de points (victoire 2 points, défaite 1 point) ; G : nombre de matches gagnés ; P : nombre de matches perdus ; PP : nombre de points marqués ; PC : nombre de points encaissés ; Diff. : différence de points ; Dép départage particulier en cas d'égalité ; en vert et gras les équipes qualifiées ; en rouge et italique celles éliminées.
Résumé des rencontres de la première journée

Le groupe A est ouvert par l’Égypte et la Serbie. Les vice-champions d'Afrique sont trop maladroits à longue distance (6/23 à trois points) et voient leurs adversaires s'échapper doucement, grâce à l'activité de leur meneur Miloš Teodosić (15 points à 4/6 à trois points et 4 rebonds en 18 minutes). L'écart créé aux premier et troisième quarts-temps est suffisant pour permettre aux Serbes de faire tourner leur effectif et décrocher leur première victoire.
Le premier choc de la poule oppose le Brésil à la France. Cette dernière réalise un meilleur départ, prenant jusqu'à sept points d'avance (11-18, 10e). Le jeune Raul Neto rentre alors en jeu et transforme son équipe. La France éprouve des difficultés à marquer et est dépassée à la mi-temps, atteinte sur le score de 28 à 26. Marcelinho Huertas assure la marque face à Boris Diaw, omniprésent, terminant la rencontre avec 15 points, 6 rebonds et 5 passes. Nicolas Batum inscrit 13 points mais avec seulement 2 tirs à trois points réussis sur 7 tentés, il échoue avec son équipe à deux points de Brésiliens qui assument avec réussite leur statut d'outsiders.
Dans la dernière rencontre de la journée, le pays hôte a battu l'Iran. Les frères Gasol, Pau (33 points et 8 rebonds pour 34 d'évaluation) et Marc (15 points et 10 rebonds), permettent à l'Espagne de s'imposer de trente points en ouverture de son mondial, malgré la performance de l'intérieur iranien Hamed Haddadi, auteur d'un double-double (16 points et 15 rebonds).
Résumé des rencontres de la deuxième journée

La Serbie a idéalement entamé sa deuxième rencontre. Face à des Français en difficulté (Diaw commettant trois fautes en six minutes, Batum toujours en délicatesse avec son tir), et malgré une adresse extérieure déficiente (Teodosić n'inscrit qu'un tir à trois points sur cinq, son équipe terminant la rencontre à 4 réussites sur 18), elle parvient à mener 42-34 à la mi-temps. C'est alors que les remplaçants français sortent du banc : Edwin Jackson inscrit trois tirs à trois points pour ramener les siens dans le match, après le réveil d'Antoine Diot (15 points), face à un Miroslav Raduljica intenable à l'intérieur (21 points au total, plus 7 rebonds et 21 d'évaluation). Diaw n'inscrit que 4 points, mais ils interviennent au meilleur moment, permettant à la France d'égaliser à 73 partout à 4 secondes de la fin. C'est enfin Joffrey Lauvergne qui convertit son lancer-franc, terminant avec 19 points et son meilleur match en équipe nationale.
L'Iran a surpris le Brésil un quart-temps, menant 17-18 après dix minutes. Mais les Sud-Américains se sont repris ensuite, infligeant un 23-6 pour compter seize points d'avance à la mi-temps. Kamrany et Jamshidi finissent le match avec respectivement 11 et 13 points (à seulement 40 % de réussite), sans avoir pu contenir le collectif brésilien : tous les joueurs brésiliens comptent entre 2 et 12 points, sans avoir joué plus de 24 minutes chacun. Les cadres ont donc pu se reposer avant de défier les vice-champions du monde et vice-champions olympiques le lendemain soir.
Le résultat a été le même pour le match suivant, l'Espagne imposant sa puissance à l’Égypte avec son troisième intérieur, Serge Ibaka, peu en vue au premier match. Il cumule 18 points et 8 rebonds en 21 minutes. Ricky Rubio a parfaitement distribué le jeu espagnol, compilant 6 points, 5 rebonds, 7 passes et un différentiel plus-moins de 44, en tout juste 19 minutes.
Résumé des rencontres de la troisième journée

L'Iran s'incline face à la Serbie mais ne démérite pas.
Le choc du groupe n'a pas vraiment eu lieu, l'Espagne s'en remettant à Pau Gasol pour surpasser le Brésil de 20 points.
Résumé des rencontres de la quatrième journée

La Serbie et le Brésil, à la lutte pour la deuxième place du groupe, ont tour à tour eu leurs temps forts. La première mi-temps est à l'avantage des Sud-américains, menés par Marcelinho Huertas et Leandro Barbosa. La Serbie se réveille et inflige un 32-12 lors des dix minutes suivantes pour prendre la tête. Mais cet avantage n'est gardé que sept minutes au total, le Brésil s'appuyant sur son trio expérimenté Varejão - Nenê - Splitter pour faire craquer les Serbes.
Résumé des rencontres de la cinquième journée

Iran/France

#### Groupe B
Le groupe B est considéré comme le plus ouvert des quatre groupes préliminaires, avec la Croatie (quatrième de l'EuroBasket 2013), Porto Rico (finaliste du championnat des Amériques 2013), l'Argentine (troisième derrière Porto Rico), la Grèce, les Philippines (vice-champions d'Asie 2013) et le Sénégal (troisième de l'AfroBasket 2013).
| Groupe B à Séville                 |             |     |   |   |     |     |      |     |
| Cl                                 | Équipe      | Pts | G | P | PP  | PC  | Diff | Dép |
| 1                                  | Grèce       | 10  | 5 | 0 | 414 | 349 | +65  |     |
| 2                                  | Croatie     | 8   | 3 | 2 | 414 | 398 | +16  | +5  |
| 3                                  | Argentine   | 8   | 3 | 2 | 420 | 371 | +49  | -5  |
| 4                                  | Sénégal     | 7   | 2 | 3 | 348 | 399 | -51  |     |
| 5                                  | Porto Rico  | 6   | 1 | 4 | 388 | 446 | -58  | +4  |
| 6                                  | Philippines | 6   | 1 | 4 | 383 | 404 | -21  | -4  |
| Argentine · Croatie · Grèce        |             |     |   |   |     |     |      |     |
| Philippines · Porto-Rico · Senegal |             |     |   |   |     |     |      |     |

| 30 août       | Croatie     | 81  | 78ap | Philippines |
| 30 août       | Porto Rico  | 75  | 98   | Argentine   |
| 30 août       | Grèce       | 87  | 64   | Sénégal     |
| 31 août       | Argentine   | 85  | 90   | Croatie     |
| 31 août       | Sénégal     | 82  | 75   | Porto Rico  |
| 31 août       | Philippines | 70  | 82   | Grèce       |
| 1er septembre | Croatie     | 75  | 77   | Sénégal     |
| 1er septembre | Argentine   | 85  | 81   | Philippines |
| 1er septembre | Porto Rico  | 79  | 90   | Grèce       |
| 3 septembre   | Philippines | 73  | 77   | Porto Rico  |
| 3 septembre   | Sénégal     | 46  | 81   | Argentine   |
| 3 septembre   | Grèce       | 76  | 65   | Croatie     |
| 4 septembre   | Sénégal     | 79  | 81ap | Philippines |
| 4 septembre   | Croatie     | 103 | 82   | Porto Rico  |
| 4 septembre   | Argentine   | 71  | 79   | Grèce       |

Légende : Pts : nombre de points (victoire 2 points, défaite 1 point) ; G : nombre de matches gagnés ; P : nombre de matches perdus ; PP : nombre de points marqués ; PC : nombre de points encaissés ; Diff. : différence de points ; Dép départage particulier en cas d'égalité ; en vert et gras les équipes qualifiées ; en rouge et italique celles éliminées.
Résumé des rencontres de la première journée

Les Philippines poussent la Croatie aux prolongations pour la première rencontre du groupe. Mais les quatrièmes de l'Euro 2013 profitent de leur expérience pour remporter la rencontre.
Résumé des rencontres de la deuxième journée

La Croatie alterne le mauvais et le très bon pour ses deux premiers matchs. L'Argentine en a fait les frais lors de la deuxième journée du groupe. Mais son leader Dario Šarić a tout de même perdu six dents durant cette rencontre
Sénégal/Porto Rico
Résumé des rencontres de la troisième journée

Le Sénégal est la sensation de la troisième journée grâce à sa victoire face à la Croatie 77-75.
La Grèce reste invaincue et inflige une troisième défaite à Porto Rico, qui souffre de l'absence de son meneur Carlos Arroyo. Les champions d'Europe 2005 et vice-champions du monde 2006 se qualifient d'ores et déjà pour les huitièmes.
Résumé des rencontres de la quatrième journée

Philippines/Porto Rico
La Grèce a su imposer son rythme et mettre rapidement la main sur le match, en profitant du manque de réussite et de dureté des Croates. Portée par le double-double de Bouroúsis (13 points et 10 rebonds), elle a répondu présente lorsque Bojan Bogdanović a tenté de lancer une révolte et le retour des siens en début de dernière période, retrouvant son adresse extérieure, en vain. La Croatie s'oblige à une lutte avec le Sénégal et Porto Rico pour décrocher les deux dernières places qualificatives pour les huitièmes de finale lors de la dernière journée de la phase de groupes.
Résumé des rencontres de la cinquième journée

Sénégal/Philippines

#### Groupe C
Les États-Unis, champions du monde et doubles champions olympiques en titre, sont les favoris de l'épreuve. Dans le groupe C, ils sont opposés à la Turquie (vice-championne du monde en 2010), la République dominicaine (quatrième du championnat des Amériques 2013), la Nouvelle-Zélande, la Finlande (invitée par wild-card) et l'Ukraine.
| Groupe C à Bilbao                          |                        |     |   |   |     |     |      |     |
| Cl                                         | Équipe                 | Pts | G | P | PP  | PC  | Diff | Dép |
| 1                                          | États-Unis             | 10  | 5 | 0 | 511 | 345 | +166 |     |
| 2                                          | Turquie                | 8   | 3 | 2 | 365 | 372 | -7   |     |
| 3                                          | République dominicaine | 7   | 2 | 3 | 347 | 386 | -39  | +3  |
| 4                                          | Nouvelle-Zélande       | 7   | 2 | 3 | 347 | 376 | -29  | -1  |
| 5                                          | Ukraine                | 7   | 2 | 3 | 344 | 369 | -25  | -2  |
| 6                                          | Finlande               | 6   | 1 | 4 | 342 | 408 | -66  |     |
| États-Unis · Finlande · Nouvelle Zélande   |                        |     |   |   |     |     |      |     |
| République dominicaine · Turquie · Ukraine |                        |     |   |   |     |     |      |     |

| 30 août     | Ukraine                | 72  | 62   | République dominicaine |
| 30 août     | Nouvelle-Zélande       | 73  | 76   | Turquie                |
| 30 août     | États-Unis             | 114 | 55   | Finlande               |
| 31 août     | République dominicaine | 76  | 63   | Nouvelle-Zélande       |
| 31 août     | Finlande               | 81  | 76   | Ukraine                |
| 31 août     | Turquie                | 77  | 98   | États-Unis             |
| 2 septembre | Ukraine                | 64  | 58   | Turquie                |
| 2 septembre | États-Unis             | 98  | 71   | Nouvelle-Zélande       |
| 2 septembre | Finlande               | 68  | 74   | République dominicaine |
| 3 septembre | Nouvelle-Zélande       | 73  | 61   | Ukraine                |
| 3 septembre | Turquie                | 77  | 73ap | Finlande               |
| 3 septembre | République dominicaine | 71  | 106  | États-Unis             |
| 4 septembre | Finlande               | 65  | 67   | Nouvelle-Zélande       |
| 4 septembre | Ukraine                | 71  | 95   | États-Unis             |
| 4 septembre | Turquie                | 77  | 64   | République dominicaine |

Légende : Pts : nombre de points (victoire 2 points, défaite 1 point) ; G : nombre de matches gagnés ; P : nombre de matches perdus ; PP : nombre de points marqués ; PC : nombre de points encaissés ; Diff. : différence de points ; Dép départage particulier en cas d'égalité ; en vert et gras les équipes qualifiées ; en rouge et italique celles éliminées.
Résumé des rencontres de la première journée

En ouverture du groupe, l'Ukraine s'impose face à la République dominicaine (72-62). Après une première mi-temps très accrochée, les Dominicains ont encaissé un 14-0 au retour des vestiaires qu'ils n'ont pas pu combler.
La Turquie est revenue de très loin, menée deux fois de douze points, pour s'imposer sur le fil face à la Nouvelle-Zélande
Résumé des rencontres de la deuxième journée

Rep.Dominicaine/Nouvelle Zélande
La Finlande remporte sa première victoire face à l'Ukraine, profitant d'un 19-0 infligé au début de la seconde mi-temps. Gladyr souffre d'une entorse à la cheville.
La deuxième journée s'achève par la revanche de la précédente finale du championnat du monde, entre les États-Unis et la Turquie. Cette dernière, diminuée par des absences, profite de la maladresse américaine pour poser son jeu et couper les accélérations adverses. Cette technique fonctionne à merveille en première mi-temps. Le retour des vestiaires voit les Turcs marquer le pas physiquement. Anthony Davis (11 points consécutifs) et surtout Kenneth Faried font sauter le verrou des vice-champions du monde, enchainant les actions spectaculaires en contre-attaque. La Turquie craque en dix minutes, à cheval sur les deux derniers quarts-temps, mais Team USA n'a pas réussi à montrer un visage séduisant, Derrick Rose se faisant même huer en réponse à son attitude dans les cinq dernières minutes.
Résumé des rencontres de la troisième journée

La Nouvelle-Zélande se trouve en grande difficulté avec trois matchs à jouer, dont un face aux champions en titre américains. Son haka a peu impressionné les États-Unis.
Résumé des rencontres de la quatrième journée

Nouvelle Zélande/Ukraine
La Finlande, après avoir mené face à la Turquie pendant plus d'une mi-temps, échoue de quatre points en prolongation. Les Dominicains ont joué les yeux dans les yeux avec les champions du monde en titre pendant dix minutes, se reposant eux aussi sur le jeu rapide, n'étant menés que 22-25. La suite de la rencontre est une envolée logique de Team USA qui s'assure la première place du groupe.
Résumé des rencontres de la cinquième journée

Les États-Unis terminent le tour préliminaire invaincus et sans avoir souffert d'une quelconque opposition.
La Finlande est éliminée après sa défaite de deux points face aux Tall Blacks.

#### Groupe D
Le groupe D réunit six équipes demi-finalistes de leurs championnats continentaux respectifs en 2013, dont cinq ont été médaillées : la Lituanie (vice-championne d'Europe), le Mexique (champion des Amériques), l'Angola (champion d'Afrique), l'Australie (championne d'Océanie) et la Corée du Sud (troisième du dernier championnat d'Asie). S'ajoute à ce groupe la Slovénie, quatrième de l'EuroBasket 2013.
| Groupe D à Grande Canarie         |              |     |   |   |     |     |      |     |
| Cl                                | Équipe       | Pts | G | P | PP  | PC  | Diff | Dép |
| 1                                 | Lituanie     | 9   | 4 | 1 | 383 | 331 | +52  | +3  |
| 2                                 | Slovénie     | 9   | 4 | 1 | 425 | 374 | +51  | -3  |
| 3                                 | Australie    | 8   | 3 | 2 | 404 | 373 | +31  |     |
| 4                                 | Mexique      | 7   | 2 | 3 | 370 | 382 | -12  | +24 |
| 5                                 | Angola       | 7   | 2 | 3 | 375 | 405 | -30  | -24 |
| 6                                 | Corée du Sud | 5   | 0 | 5 | 316 | 424 | -108 |     |
| Angola · Australie · Corée du Sud |              |     |   |   |     |     |      |     |
| Lituanie · Mexique · Slovénie     |              |     |   |   |     |     |      |     |

| 30 août     | Angola       | 80 | 69 | Corée du Sud |
| 30 août     | Australie    | 80 | 90 | Slovénie     |
| 30 août     | Mexique      | 74 | 87 | Lituanie     |
| 31 août     | Corée du Sud | 55 | 89 | Australie    |
| 31 août     | Slovénie     | 89 | 68 | Mexique      |
| 31 août     | Lituanie     | 75 | 62 | Angola       |
| 2 septembre | Angola       | 55 | 79 | Mexique      |
| 2 septembre | Australie    | 82 | 75 | Lituanie     |
| 2 septembre | Corée du Sud | 72 | 89 | Slovénie     |
| 3 septembre | Mexique      | 62 | 70 | Australie    |
| 3 septembre | Slovénie     | 93 | 87 | Angola       |
| 3 septembre | Lituanie     | 79 | 49 | Corée du Sud |
| 4 septembre | Australie    | 83 | 91 | Angola       |
| 4 septembre | Corée du Sud | 71 | 87 | Mexique      |
| 4 septembre | Lituanie     | 67 | 64 | Slovénie     |

Légende : Pts : nombre de points (victoire 2 points, défaite 1 point) ; G : nombre de matches gagnés ; P : nombre de matches perdus ; PP : nombre de points marqués ; PC : nombre de points encaissés ; Diff. : différence de points ; Dép départage particulier en cas d'égalité ; en vert et gras les équipes qualifiées ; en rouge et italique celles éliminées.
Résumé des rencontres de la première journée

Le champion d'Afrique a démarré de belle manière sa compétition, surpassant la Corée du Sud en première mi-temps (36-18), avant de se faire surprendre au retour des vestiaires, perdant le troisième quart-temps 30 à 16. Mais la maladresse extérieure des Coréens (9/32 à trois points) a eu raison de leurs ambitions ; l'Angola s'impose 80-69.
Australie/Slovénie
La Lituanie se défait d'une surprenante équipe du Mexique, qui menait à six minutes du terme de la rencontre (47-51, 34e).
Résumé des rencontres de la deuxième journée

Grâce à un nouveau troisième quart-temps rondement mené, la Lituanie remporte sa deuxième victoire en autant de rencontres.
Résumé des rencontres de la troisième journée

Angola/Mexique
Australie/Lituanie
Résumé des rencontres de la quatrième journée

Résumé des rencontres de la cinquième journée

L'Angola, privé d'Olímpio Cipriano, devait s'imposer pour espérer continuer la compétition. L'Australie prend cependant les devants et compte 13 points d'avance à la mi-temps. Portés par Yanick Moreira qui signe la meilleure performance du tournoi jusque-là (avec 38 points, 15 rebonds pour 45 d'évaluation), les champions d'Afrique inscrivent 62 points en seconde mi-temps, contre 41 pour des Australiens dépassés qui ont accumulé les maladresses en fin de partie. Mais des soupçons de triche pèsent sur la sélection australienne, accusée d'avoir délibérément perdu le match pour éviter d'affronter les États-Unis avant les demi-finales ; la FIBA ouvre une enquête quelques jours plus tard.
La Corée du Sud, déjà éliminée, a offert une belle résistance au Mexique, sans pour autant ramener la victoire. Les coéquipiers d'Héctor Hernández (auteur d'un double-double avec 16 points et 11 rebonds) soufflent la quatrième et dernière place qualificative à l'Angola, atteignant le tour final pour la première fois de leur histoire.
La Slovénie, invaincue en quatre rencontres, menait de 8 points à la mi-temps et encore de 7, dix minutes plus tard. Mais elle a complètement craqué lors de la dernière période, n'inscrivant que 2 points, contre 12 pour la Lituanie, qui s'impose sur le fil 67-64 et prend la première place du groupe.

### Tour final

#### Équipes qualifiées
Le tour préliminaire a donné lieu à des luttes intenses pour la qualification.

#### Tableau des rencontres
Les rencontres de la phase finale se déroulent à Madrid au Palacio de Deportes de la Comunidad de Madrid et à Barcelone au Palau Sant Jordi.
|  | Huitièmes de finale         | Huitièmes de finale     |            |                        | Quarts de finale        | Quarts de finale        |    |  | Demi-finales             | Demi-finales             |  |  | Finale                | Finale                |
|  | Huitièmes de finale         | Huitièmes de finale     |            |                        | Quarts de finale        | Quarts de finale        |    |  | Demi-finales             | Demi-finales             |  |  | Finale                | Finale                |
|  |                             |                         |            |                        |                         |                         |    |  |                          |                          |  |  |                       |                       |
|  | 6 septembre à Barcelone     | 6 septembre à Barcelone |            |                        | 9 septembre à Barcelone | 9 septembre à Barcelone |    |  | 11 septembre à Barcelone | 11 septembre à Barcelone |  |  | 14 septembre à Madrid | 14 septembre à Madrid |
|  | 6 septembre à Barcelone     | 6 septembre à Barcelone |            |                        | 9 septembre à Barcelone | 9 septembre à Barcelone |    |  | 11 septembre à Barcelone | 11 septembre à Barcelone |  |  | 14 septembre à Madrid | 14 septembre à Madrid |
|  | [C3] République dominicaine | 61                      |            |                        | 9 septembre à Barcelone | 9 septembre à Barcelone |    |  | 11 septembre à Barcelone | 11 septembre à Barcelone |  |  | 14 septembre à Madrid | 14 septembre à Madrid |
|  | [C3] République dominicaine | 61                      |            |                        | 9 septembre à Barcelone | 9 septembre à Barcelone |    |  | 11 septembre à Barcelone | 11 septembre à Barcelone |  |  | 14 septembre à Madrid | 14 septembre à Madrid |
|  | [D2] Slovénie               | 71                      |            |                        | 9 septembre à Barcelone | 9 septembre à Barcelone |    |  | 11 septembre à Barcelone | 11 septembre à Barcelone |  |  | 14 septembre à Madrid | 14 septembre à Madrid |
|  | [D2] Slovénie               | 71                      | Slovénie   | 76                     |                         |                         |    |  | 11 septembre à Barcelone | 11 septembre à Barcelone |  |  | 14 septembre à Madrid | 14 septembre à Madrid |
|  | 6 septembre à Barcelone     |                         | Slovénie   | 76                     |                         |                         |    |  | 11 septembre à Barcelone | 11 septembre à Barcelone |  |  | 14 septembre à Madrid | 14 septembre à Madrid |
|  |                             | États-Unis              | 119        |                        |                         |                         |    |  | 11 septembre à Barcelone | 11 septembre à Barcelone |  |  | 14 septembre à Madrid | 14 septembre à Madrid |
|  | [C1] États-Unis             | États-Unis              | 119        | 86                     |                         |                         |    |  | 11 septembre à Barcelone | 11 septembre à Barcelone |  |  | 14 septembre à Madrid | 14 septembre à Madrid |
|  | [C1] États-Unis             | 9 septembre à Barcelone |            | 86                     |                         |                         |    |  | 11 septembre à Barcelone | 11 septembre à Barcelone |  |  | 14 septembre à Madrid | 14 septembre à Madrid |
|  | [D4] Mexique                | 63                      |            |                        |                         |                         |    |  | 11 septembre à Barcelone | 11 septembre à Barcelone |  |  | 14 septembre à Madrid | 14 septembre à Madrid |
|  | [D4] Mexique                | 63                      | États-Unis | 96                     |                         |                         |    |  |                          |                          |  |  | 14 septembre à Madrid | 14 septembre à Madrid |
|  | 7 septembre à Barcelone     |                         | États-Unis | 96                     |                         |                         |    |  |                          |                          |  |  | 14 septembre à Madrid | 14 septembre à Madrid |
|  |                             | Lituanie                | 68         |                        |                         |                         |    |  |                          |                          |  |  | 14 septembre à Madrid | 14 septembre à Madrid |
|  | [C4] Nouvelle-Zélande       | Lituanie                | 68         | 71                     |                         |                         |    |  |                          |                          |  |  | 14 septembre à Madrid | 14 septembre à Madrid |
|  | [C4] Nouvelle-Zélande       | 12 septembre à Madrid   |            | 71                     |                         |                         |    |  |                          |                          |  |  | 14 septembre à Madrid | 14 septembre à Madrid |
|  | [D1] Lituanie               | 76                      |            |                        |                         |                         |    |  |                          |                          |  |  | 14 septembre à Madrid | 14 septembre à Madrid |
|  | [D1] Lituanie               | 76                      | Lituanie   | 73                     |                         |                         |    |  |                          |                          |  |  | 14 septembre à Madrid | 14 septembre à Madrid |
|  | 7 septembre à Barcelone     |                         | Lituanie   | 73                     |                         |                         |    |  |                          |                          |  |  | 14 septembre à Madrid | 14 septembre à Madrid |
|  |                             | Turquie                 | 61         |                        |                         |                         |    |  |                          |                          |  |  | 14 septembre à Madrid | 14 septembre à Madrid |
|  | [C2] Turquie                | Turquie                 | 61         | 65                     |                         |                         |    |  |                          |                          |  |  | 14 septembre à Madrid | 14 septembre à Madrid |
|  | [C2] Turquie                | 10 septembre à Madrid   |            | 65                     |                         |                         |    |  |                          |                          |  |  | 14 septembre à Madrid | 14 septembre à Madrid |
|  | [D3] Australie              | 64                      |            |                        |                         |                         |    |  |                          |                          |  |  | 14 septembre à Madrid | 14 septembre à Madrid |
|  | [D3] Australie              | 64                      | États-Unis | 129                    |                         |                         |    |  |                          |                          |  |  |                       |                       |
|  | 6 septembre à Madrid        |                         | États-Unis | 129                    |                         |                         |    |  |                          |                          |  |  |                       |                       |
|  |                             | Serbie                  | 92         |                        |                         |                         |    |  |                          |                          |  |  |                       |                       |
|  | [A3] France                 | Serbie                  | 92         | 69                     |                         |                         |    |  |                          |                          |  |  |                       |                       |
|  | [A3] France                 |                         |            | 69                     |                         |                         |    |  |                          |                          |  |  |                       |                       |
|  | [B2] Croatie                | 64                      |            |                        |                         |                         |    |  |                          |                          |  |  |                       |                       |
|  | [B2] Croatie                | 64                      | France     | 65                     |                         |                         |    |  |                          |                          |  |  |                       |                       |
|  | 6 septembre à Madrid        |                         | France     | 65                     |                         |                         |    |  |                          |                          |  |  |                       |                       |
|  |                             | Espagne                 | 52         |                        |                         |                         |    |  |                          |                          |  |  |                       |                       |
|  | [A1] Espagne                | Espagne                 | 52         | 89                     |                         |                         |    |  |                          |                          |  |  |                       |                       |
|  | [A1] Espagne                | 10 septembre à Madrid   |            | 89                     |                         |                         |    |  |                          |                          |  |  |                       |                       |
|  | [B4] Sénégal                | 56                      |            |                        |                         |                         |    |  |                          |                          |  |  |                       |                       |
|  | [B4] Sénégal                | 56                      | France     | 85                     |                         |                         |    |  |                          |                          |  |  |                       |                       |
|  | 7 septembre à Madrid        |                         | France     | 85                     |                         |                         |    |  |                          |                          |  |  |                       |                       |
|  |                             | Serbie                  | 90         |                        |                         |                         |    |  |                          |                          |  |  |                       |                       |
|  | [A4] Serbie                 | Serbie                  | 90         | 90                     |                         |                         |    |  |                          |                          |  |  |                       |                       |
|  | [A4] Serbie                 |                         |            | 90                     |                         |                         |    |  |                          |                          |  |  |                       |                       |
|  | [B1] Grèce                  | 72                      |            | Match pour la 3e place | Match pour la 3e place  |                         |    |  |                          |                          |  |  |                       |                       |
|  | [B1] Grèce                  | 72                      | Serbie     | Match pour la 3e place | Match pour la 3e place  | 84                      |    |  |                          |                          |  |  |                       |                       |
|  | 7 septembre à Madrid        | 7 septembre à Madrid    | Serbie     | 13 septembre à Madrid  | 13 septembre à Madrid   | 84                      |    |  |                          |                          |  |  |                       |                       |
|  | 7 septembre à Madrid        | 7 septembre à Madrid    |            | 13 septembre à Madrid  | 13 septembre à Madrid   | Brésil                  | 56 |  |                          |                          |  |  |                       |                       |
|  | [A2] Brésil                 | 85                      | Lituanie   | 93                     |                         | Brésil                  | 56 |  |                          |                          |  |  |                       |                       |
|  | [A2] Brésil                 | 85                      | Lituanie   | 93                     |                         |                         |    |  |                          |                          |  |  |                       |                       |
|  | [B3] Argentine              | 65                      |            | France                 | 95                      |                         |    |  |                          |                          |  |  |                       |                       |
|  | [B3] Argentine              | 65                      |            | France                 | 95                      |                         |    |  |                          |                          |  |  |                       |                       |

#### Huitièmes de finale

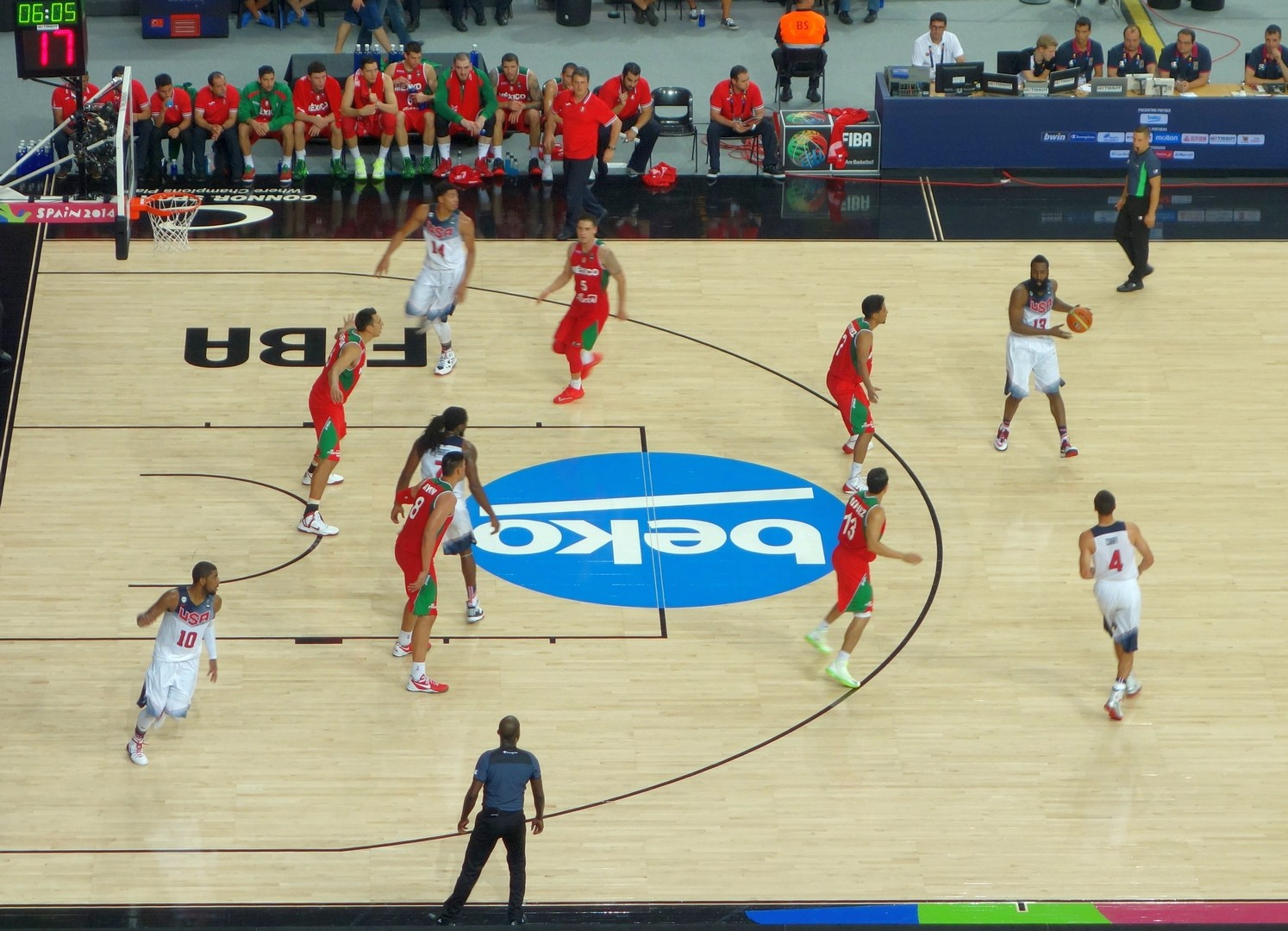
James Harden (avec la balle) et les États-Unis (en blanc) face à la défense de zone 2-3 des Mexicains (en rouge et vert).

Présentation des rencontres
Haut de tableau

États-Unis/Mexique
Slovénie/Rep Dom
Lituanie/Nouvelle Zélande
Australie/Turquie
Bas de tableau

Le groupe A était bien le « groupe de la mort » : les quatre équipes se sont imposées face à leurs homologues de la poule B, notamment la Serbie qui élimine la Grèce, pourtant seule équipe invaincue après le tour préliminaire (avec les États-Unis et l'Espagne), et le Brésil qui surpasse l'Argentine. La France et la Croatie ont livré la rencontre la plus indécise du bas de tableau, même si elle est revenue aux champions d'Europe en titre. Ils retrouveront leur « meilleure ennemi », l'Espagne, vainqueur du Sénégal.

#### Quarts de finale
Présentation des rencontres 1/2 et 3/4
Haut de tableau

La Lituanie et la Turquie, respectivement troisième et deuxième du dernier championnat du monde, se retrouvent pour la troisième fois dans un mondial. Les deux précédentes rencontres datent de 2006, où les Turcs avaient battu les Baltes en poule (76-74) avant de les battre en match de classement (95-84). La sélection turque prend le meilleur départ, menant 6-14 après cinq minutes de jeu. Darjuš Lavrinovič ramène son équipe grâce à trois tirs à trois points consécutifs. Sur leur lancée, les Lituaniens creusent l'écart (36-28, 21e), comblé par leurs adversaires très rapidement (36-40, 26e), portés par leur duo Gönlüm (13 points et 9 rebonds) - Aşık (double-double avec 11 points et 10 rebonds). Le 9-2 infligé à nouveau par les vice-champions d'Europe 2013 au début de la dernière période n'est pas comblé cette fois. La Lituanie atteint la demi-finale pour la septième fois (Mondiaux et JO confondus) grâce à l'apport offensif de ses cadres : 11 points pour Darjuš Lavrinovič, 13 pour Pocius, 19 pour Seibutis et un double-double pour Valančiūnas (12 points et 13 rebonds pour 21 d'évaluation),.
La Slovénie parvient à tenir deux minutes avant que Kenneth Faried n'inscrive le premier panier pour son équipe. Dès lors, même si elle prend un avantage de sept points (22-29, 10e), elle ne peut se défaire de Slovènes jouant vite et profitant de leur réussite face aux intérieurs américains. Goran Dragić (13 points, 4 rebonds et 4 passes) et Domen Lorbek (12 points et 6 rebonds) permettent à leur équipe de rester dans le match à la mi-temps (42-49, 20e). Jaka Klobučar réussit même un contre par derrière Anthony Davis, avant que les États-Unis ne portent le coup fatal. Ils remportent le troisième quart-temps 37 à 22, après l'avoir démarré sur un 8-0. La suite n'est qu'une formalité pour Davis (13 points et 11 rebonds), Faried (14 points et 10 rebonds) et leurs coéquipiers. Sept joueurs de Team USA marquent 9 points et plus, emmenés par Klay Thompson (20 points à 4/8 à trois points). Ils remportent la dernière période 33-12 et établissent leur record de points de la compétition en s'imposant 119 à 76.
Bas de tableau 

Après avoir éliminé son grand rival argentin en huitième de finale, le Brésil s'attend à une rencontre difficile face à des Serbes qu'ils retrouvent après les avoir déjà défaits dans le groupe A une semaine plus tôt, 81 à 73. Les défenses sont appelées à être plus dures et l'écart resserré durant toute la partie. C'est en effet le scenario de la première mi-temps : les deux équipes se répondent coup pour coup. Si Huertas distribue des offrandes à ses partenaires (9 passes décisives à la fin), c'est bien la Serbie qui est en tête après dix minutes, 21 à 17. Contrairement au premier match, le Brésil ne lâche pas prise et ne se trouve mené que de cinq points à la mi-temps (37-32). Mais le retour des vestiaires se révèle désastreux pour les Sud-américains, qui encaissent un 29-12 dans la troisième période. Le match est plié par la différence d'adresse entre les deux équipes, et le quatrième quart-temps est une formalité pour le banc serbe qui participe à la fête. Les Brésiliens ont tiré à 34 % de réussite sur la rencontre (et 47 % aux lancers-francs), à l'image de la faillite de leurs intérieurs Tiago Splitter (3 points à 1/7 et 8 rebonds) et Nenê Hilario (4 points à 2/8 et 4 rebonds). Anderson Varejão, proche du double-double (12 points et 9 rebonds), a été insuffisant. En face, Miloš Teodosić inscrit 23 points (3/5 à trois points) dont un 10/10 sur la ligne des lancers-francs, parfaitement secondé par Bjelica (8 points, 8 rebonds et 5 passes), Bogdanović (12 points et 6 rebonds) et un Krstić retrouvé (10 points à 5/7).
Une rivalité existe depuis quelques années entre Espagnols et Français. Celle-ci est exacerbée car les deux équipes s'affrontent dans des matchs à élimination directe lors de l'Euro 2009, 2011, 2013 et aux Jeux olympiques 2012, la France ne remportant qu'une seule de ces oppositions, la demi-finale de l'Euro 2013. L'Espagne s'est déjà imposée une semaine plus tôt dans le groupe A, 88-64, avec une solide deuxième mi-temps et un rythme que la France n'a pas pu tenir jusqu'au bout. Le début du quart de finale est tout à fait différent : Boris Diaw et Thomas Heurtel lancent un 8-0 stoppé seulement par Rudy Fernández, avant que Diaw ne rentre son deuxième tir à trois points (11-2, 5e). L'Espagne répond par un 10-0 et revient à hauteur à la fin du premier quart-temps (15-15, 10e). Le travail de Rudy Gobert (5 points et 13 rebonds) permet aux champions d'Europe en titre de se détacher avant la pause, éteignant la paire Marc Gasol - Serge Ibaka (35-28, 20e). Mais les Espagnols reviennent avec de l'envie, suivant Pau Gasol (17 points, 8 rebonds et 3 contres), en infligeant un 6-0 (35-34, 24e). La fin du quart-temps est tendue mais la France conserve son avance d'un point. La dernière période, dominée par Diaw (15 points, 5 rebonds et 3 passes) et Heurtel (13 points, 3 rebonds, 4 passes et 16 d'évaluation), est remportée 23-9 (65-52, score final). L'Espagne a été tenue à tout juste 2/22 aux tirs de loin (soit 9 % de réussite) tout en perdant la bataille du rebond (50 à 28 pour la France). Juan Carlos Navarro est le deuxième marqueur de son équipe, avec seulement 10 points inscrits. L'élimination de l'hôte espagnol, à qui tous les observateurs promettaient la finale si ce n'est le titre, sonne comme l'une des plus grandes surprises dans l'histoire du basket-ball mondial.

#### Demi-finales
Les États-Unis et la Lituanie se retrouvent au même stade qu'au dernier championnat du monde. Adas Juškevičius (12 points à 10/10 aux lancers-francs) met les Baltes sur la voie, répondant aux attaques américaines coup sur coup. Seule l'entrée de Klay Thompson (16 points et 2 contres pour 19 d'évaluation) permet aux champions en titre de prendre l'avantage (10-9, 5e). Ils ne parviennent pas à creuser un écart important (21-16, 10e), mais contrôlent le match. Mindaugas Kuzminskas, qui n'avait inscrit que 2 points en moyenne jusqu'à ce stade de la compétition, profite des largesses défensives de James Harden pour inscrire 15 points (à 6/8 au tir) et prendre 9 rebonds et limiter l'écart (43-35, 20e). L'envolée des États-Unis se produit au retour des vestiaires : après un 10-0 qui se poursuit en 18-2 (61-37, 25e), la Lituanie laisse complètement filer la rencontre. Seule une faute technique sifflée à DeMarcus Cousins rompt épisodiquement la facilité américaine. James Harden (16 points) et Kyrie Irving (18 points) réalisent leurs meilleures performances offensives du tournoi pour remporter le troisième quart-temps 33 à 14, et assurer la victoire ensuite.
La Serbie et la France se retrouvent après leur affrontement au premier tour au sein du groupe A (73-74 pour les Français), duquel elles sont sorties respectivement à la quatrième et à la troisième place. Les Serbes prennent le meilleur départ (3-7, 3e), même s'ils voient revenir sur eux les champions d'Europe qui passent brièvement en tête après un trois points de Nicolas Batum (10-9, 5e). Portés par la réussite de Miloš Teodosić (24 points à 5/7 à trois points, 3 rebonds et 3 passes pour 25 d'évaluation), la Serbie inflige un 11-0 (10-20, 9e) pour se détacher. La France balbutie son basket, perdant beaucoup de ballons, concrétisés en points de l'autre côté par Bjelica (10 points, 7 rebonds et 5 passes) et Raduljica (11 points et 4 rebonds). La mi-temps est atteinte sur le score de 32 à 46. La France élève l'intensité de sa défense au retour des vestiaires, alors que Nenad Krstić (11 points et 3 rebonds) s'impose à son tour sous le cercle (46-61, 30e). Ne baissant pas les bras, après avoir été menés de 18 points, les Français parviennent à revenir à seulement dix points au début du dernier quart-temps (51-61, 31e). C'est alors que Diaw (13 points, 10 rebonds et 5 passes), Batum (35 points dont 17 dans le dernier quart et 8/12 à trois points pour 32 d'évaluation) et Fournier (10 points) enchaînent les réussites aux tirs longue distance pour revenir dans le match (61-65, 35e). Batum, Diaw et Heurtel (12 points et 6 passes) répondent ensuite à Bogdanović (13 points pour 16 d'évaluation) et Teodosić à l'entrée du money-time (79-82, 39e). La Serbie l'emporte sur les lancers-francs, faisant faute pour éviter les tirs à trois points des extérieurs français. Elle retrouve la finale du mondial douze ans après son dernier titre (sous l'ère yougoslave).

#### Troisième place
LIT/FRA : résumés,
| 13 septembre 2014 18h00 (GMT+2) | (en) Stats | Lituanie                                                                          | 93-95                               | France                                                             |  | Palacio de Deportes de la Comunidad de Madrid Madrid Affluence : 11 800 Arbitres : Steven Anderson Ilija Belošević Juan Carlos González | Canal+ Sport |
| 13 septembre 2014 18h00 (GMT+2) | (en) Stats | Score par quart-temps : 19-22, 23-21, 29-21, 22-31                                |                                     |                                                                    |  | Palacio de Deportes de la Comunidad de Madrid Madrid Affluence : 11 800 Arbitres : Steven Anderson Ilija Belošević Juan Carlos González | Canal+ Sport |
| 13 septembre 2014 18h00 (GMT+2) | (en) Stats | Score par mi-temps : 42-43, 51-52                                                 |                                     |                                                                    |  | Palacio de Deportes de la Comunidad de Madrid Madrid Affluence : 11 800 Arbitres : Steven Anderson Ilija Belošević Juan Carlos González | Canal+ Sport |
| 13 septembre 2014 18h00 (GMT+2) | (en) Stats | Jonas Valančiūnas 25 Jonas Valančiūnas 9 Renaldas Seibutis 4 Jonas Valančiūnas 29 | Points Rebonds Passes d. Évaluation | Nicolas Batum 27 Joffrey Lauvergne 9 Boris Diaw 4 Nicolas Batum 26 |  | Palacio de Deportes de la Comunidad de Madrid Madrid Affluence : 11 800 Arbitres : Steven Anderson Ilija Belošević Juan Carlos González | Canal+ Sport |

#### Finale
USA/SER : preview et résumé
| 14 septembre 2014 21h00 (GMT+2) | (en) Stats | États-Unis                                                        | 129-92                              | Serbie                                                                   |  | Palacio de Deportes de la Comunidad de Madrid Madrid Affluence : 13 673 Arbitres : Eddie Viator Stephan Seibel Borys Ryzhyk | Canal+ Sport |
| 14 septembre 2014 21h00 (GMT+2) | (en) Stats | Score par quart-temps : 35-21, 32-20, 38-26, 24-25                |                                     |                                                                          |  | Palacio de Deportes de la Comunidad de Madrid Madrid Affluence : 13 673 Arbitres : Eddie Viator Stephan Seibel Borys Ryzhyk | Canal+ Sport |
| 14 septembre 2014 21h00 (GMT+2) | (en) Stats | Score par mi-temps : 67-41, 62-51                                 |                                     |                                                                          |  | Palacio de Deportes de la Comunidad de Madrid Madrid Affluence : 13 673 Arbitres : Eddie Viator Stephan Seibel Borys Ryzhyk | Canal+ Sport |
| 14 septembre 2014 21h00 (GMT+2) | (en) Stats | Kyrie Irving 26 DeMarcus Cousins 9 Derrick Rose 6 Kyrie Irving 27 | Points Rebonds Passes d. Évaluation | Bjelica, Kalinić 18 Stefan Marković 6 Miloš Teodosić 7 Nikola Kalinić 19 |  | Palacio de Deportes de la Comunidad de Madrid Madrid Affluence : 13 673 Arbitres : Eddie Viator Stephan Seibel Borys Ryzhyk | Canal+ Sport |

### Classements généraux

#### Classement final
Le classement final est établi comme suit :
- Classement du 17e au 24e:
  1. Classement en phase de poule (les équipes ayant terminé 5e de leur groupe sont classées de la 17e à la 20e place du classement final, les équipes ayant terminé 6e sont classées de la 21e à la 24e place finale)
  2. Victoires-défaites au premier tour
  3. Goal average au premier tour
- Classement 5e-16e:
  1. Équipes éliminées en quart de finale (places de 5e à 8e), puis celles éliminées en huitième de finale (places de 9e à 16e)
  2. Victoires-défaites au premier tour
  3. Meilleur classement au premier tour
  4. Goal average au premier tour
- Classement 1re-4e:
  1. Résultats de la finale et du match pour la 3e place.

| Place                           | Équipe                 | MJ        | Vic-Déf   | PP        | PC        | Diff      | Tour préliminaire | Tour préliminaire | Tour préliminaire | Tour préliminaire |
| Place                           | Équipe                 | MJ        | Vic-Déf   | PP        | PC        | Diff      | Gr                | Cl.               | Vic-Déf           | PAV               |
| Vainqueur                       | Vainqueur              | Vainqueur | Vainqueur | Vainqueur | Vainqueur | Vainqueur | Vainqueur         | Vainqueur         | Vainqueur         | Vainqueur         |
| ------------------------------- | ---------------------- | --------- | --------- | --------- | --------- | --------- | ----------------- | ----------------- | ----------------- | ----------------- |
| 1                               | États-Unis             | 9         | 9-0       | 941       | 644       | +297      | C                 | 1er               | 5-0               | 1,481             |
| Finaliste                       |                        |           |           |           |           |           |                   |                   |                   |                   |
| 2                               | Serbie                 | 9         | 5-4       | 743       | 720       | +23       | A                 | 4e                | 2-3               | 1,024             |
| Éliminées en demi-finale        |                        |           |           |           |           |           |                   |                   |                   |                   |
| 3                               | France                 | 9         | 6-3       | 690       | 656       | +34       | A                 | 3e                | 3-2               | 1,053             |
| 4                               | Lituanie               | 9         | 6-3       | 693       | 654       | +39       | D                 | 1re               | 4-1               | 1,157             |
| Éliminées en quart de finale    |                        |           |           |           |           |           |                   |                   |                   |                   |
| 5                               | Espagne                | 7         | 6-1       | 581       | 435       | +146      | A                 | 1re               | 5-0               | 1,410             |
| 6                               | Brésil                 | 7         | 5-2       | 557       | 482       | +75       | A                 | 2e                | 4-1               | 1,249             |
| 7                               | Slovénie               | 7         | 5-2       | 572       | 554       | +18       | D                 | 2e                | 4-1               | 1,136             |
| 8                               | Turquie                | 7         | 4-3       | 491       | 509       | -18       | C                 | 2e                | 3-2               | 0,981             |
| Éliminées en huitième de finale |                        |           |           |           |           |           |                   |                   |                   |                   |
| 9                               | Grèce                  | 6         | 5-1       | 486       | 439       | +47       | B                 | 1re               | 5-0               | 1,186             |
| 10                              | Croatie                | 6         | 3-3       | 478       | 467       | +11       | B                 | 2e                | 3-2               | 1,040             |
| 11                              | Argentine              | 6         | 3-3       | 485       | 456       | +29       | B                 | 3e                | 3-2               | 1,132             |
| 12                              | Australie              | 6         | 3-3       | 468       | 438       | +30       | D                 | 3e                | 3-2               | 1,083             |
| 13                              | République dominicaine | 6         | 2-4       | 408       | 457       | -49       | C                 | 3e                | 2-3               | 0,899             |
| 14                              | Mexique                | 6         | 2-4       | 433       | 458       | -35       | D                 | 4e                | 2-3               | 0,995             |
| 15                              | Nouvelle-Zélande       | 6         | 2-4       | 418       | 452       | -34       | C                 | 4e                | 2-3               | 0,923             |
| 16                              | Sénégal                | 6         | 2-4       | 404       | 488       | -84       | B                 | 4e                | 2-3               | 0,872             |
| Éliminées au tour préliminaire  |                        |           |           |           |           |           |                   |                   |                   |                   |
| 17                              | Angola                 | 5         | 2-3       | 375       | 399       | -25       | D                 | 5e                | 2-3               | 0,940             |
| 18                              | Ukraine                | 5         | 2-3       | 344       | 369       | -30       | C                 | 5e                | 2-3               | 0,932             |
| 19                              | Porto Rico             | 5         | 1-4       | 388       | 446       | -58       | B                 | 5e                | 1-4               | 0,870             |
| 20                              | Iran                   | 5         | 1-4       | 344       | 406       | -62       | A                 | 5e                | 1-4               | 0,847             |
| 21                              | Philippines            | 5         | 1-4       | 383       | 404       | -21       | B                 | 6e                | 1-4               | 0,948             |
| 22                              | Finlande               | 5         | 1-4       | 342       | 408       | -66       | C                 | 6e                | 1-4               | 0,838             |
| 23                              | Corée du Sud           | 5         | 0-5       | 316       | 424       | -108      | D                 | 6e                | 0-5               | 0,745             |
| 24                              | Égypte                 | 5         | 0-5       | 311       | 486       | -175      | A                 | 6e                | 0-5               | 0,640             |

#### Statistiques

##### Statistiques individuelles

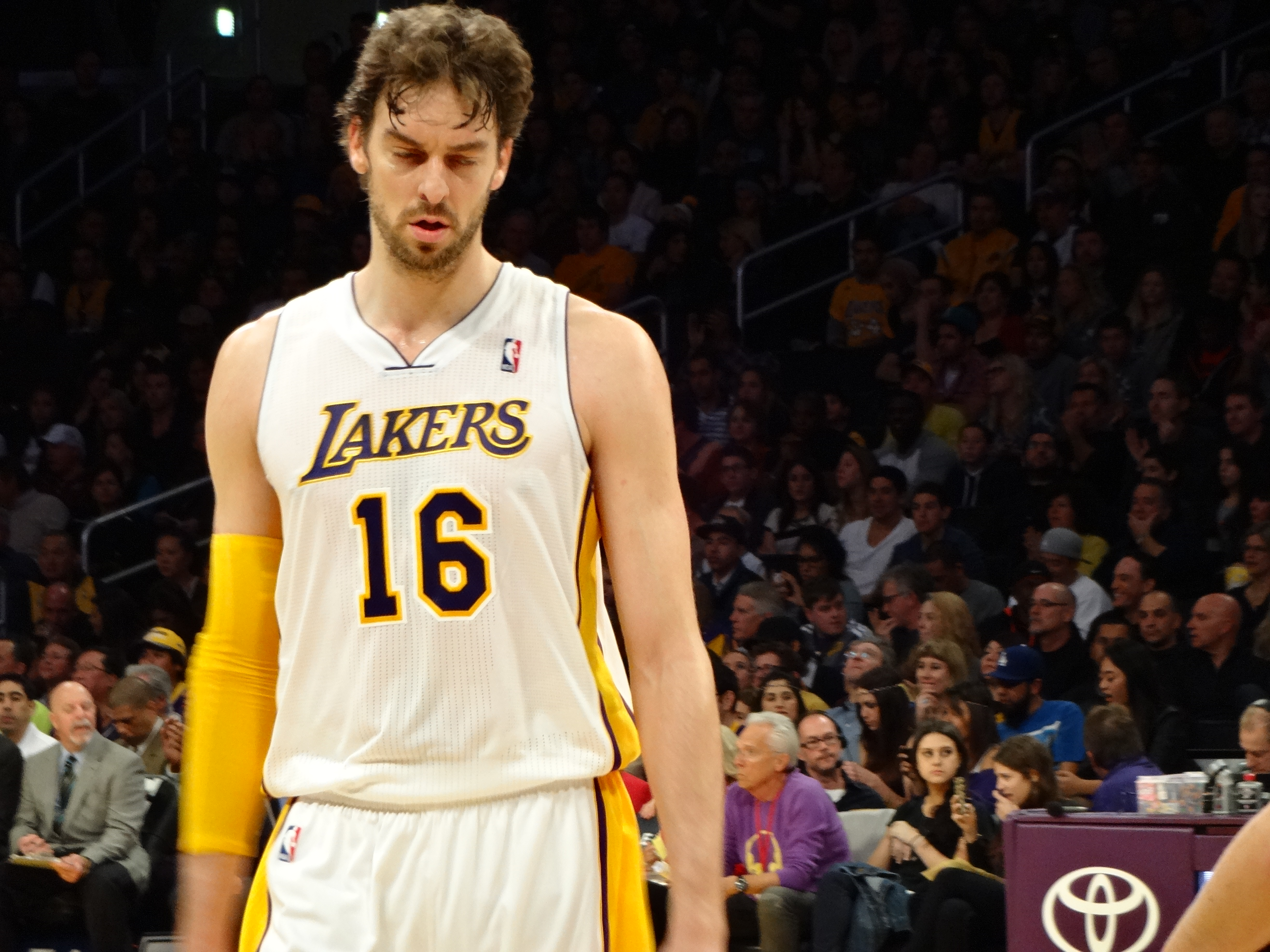
Pau Gasol (ici sous le maillot des Lakers) est le meilleur marqueur de la compétition.

Le Portoricain José Juan Barea termine meilleur marqueur de la compétition avec 22 points de moyenne en 5 matchs. L'Espagnol Pau Gasol est quatrième de ce classement, mais le premier parmi les équipes quart-de-finalistes avec 20 points en 7 matchs. C'est aussi le joueur comptant le plus haut total de points marqués (140), devant le Français Nicolas Batum (131 points en 9 matchs) et le Lituanien Jonas Valančiūnas (130 points). Le record sur un match est réalisé par l'Angolais Yanick Moreira, lors de la victoire de son équipe face à l'Australie (91-83). Il totalise 38 points, à 17/24 à deux points et 4/7 aux lancers-francs, plus 15 rebonds.
Le Finlandais Petteri Koponen domine le classement des passes décisives, avec 29 passes en 5 matchs (soit 5,8 par match). Le Serbe Miloš Teodosić, cinquième, est le meilleur passeur des équipes demi-finalistes (40 passes en 9 matchs, soit une moyenne de 4,4). Le Sénégalais Xane d'Almeida a délivré 14 passes lors de la défaite des siens face aux Philippines (79-81), auxquelles il a jouté 9 points.
Le meilleur rebondeur est le Philippin Andray Blatche, avec 69 prises en 5 matchs (soit 13,8 en moyenne par rencontre). Jonas Valančiūnas réalise la meilleure marque des demi-finalistes, avec une moyenne de 8,4 rebonds par match. Si le Turc Ömer Aşık a réalisé la meilleure rencontre en captant 20 rebonds (plus 16 points) face à l'Ukraine (défaite 58-64), Blatche a réalisé quatre des treize meilleures performances dans cette catégorie statistique, ainsi que la meilleure marque dans celle des rebonds défensifs (14 face à la Grèce, match perdu 70-82) et apparait 5 fois dans le top 11. Yanick Moreira a établi le record de rebonds offensifs avec 10 prises (contre l'Australie, 91-83).
Le meilleur contreur de la Coupe du monde est le Sud-Coréen Lee Jong-hyun, avec 13 contres en 5 matchs (moyenne de 2,6 par rencontre). Il est suivi de Pau Gasol (16 en 7 matchs, moyenne de 2,3) et de l'Américain Anthony Davis (19 en 9 matchs, moyenne de 2,1). Ce dernier détient la meilleure performance sur un match, avec 5 contres face à la République dominicaine (victoire 106-71).
L'Espagnol Ricky Rubio est le meilleur intercepteur de la compétition, avec une moyenne de 3,6 par rencontre (en 7 matchs). Il devance largement l'Iranien Mahdi Kamrany (2,6 en moyenne sur 5 matchs) et l'Américain James Harden (2,1 en moyenne sur 9 matchs). Rubio a réalisé la meilleure marque avec 7 interceptions face à la Serbie (victoire 89-73) et apparait au total 3 fois dans les six meilleures performances.

##### Statistiques collectives
Les États-Unis terminent la compétition avec la meilleure attaque (104,6 points inscrits en moyenne, sur 9 matchs), devant l'Espagne (83 points en moyenne sur 7 matchs) et la Serbie (82,6 points en moyenne, sur 9 matchs). Les États-Unis possèdent la meilleure marque sur un match (129 points en finale face à la Serbie), et 7 des 10 meilleures performances du tournoi, dépassant la barre symbolique des 100 points quatre fois (sans prolongation). Le Brésil a réalisé le second meilleur score, avec 128 points (face à l’Égypte).

#### Récompenses individuelles
Au terme de la compétition, la FIBA désigne le meilleur joueur, ou MVP, du tournoi, ainsi que le meilleur cinq majeur.
L'Américain Kyrie Irving est désigné meilleur joueur de cette édition. Il est accompagné de son compatriote Kenneth Faried, de l'Espagnol Pau Gasol, du Français Nicolas Batum et du Serbe Miloš Teodosić pour former le meilleur cinq de la compétition,.

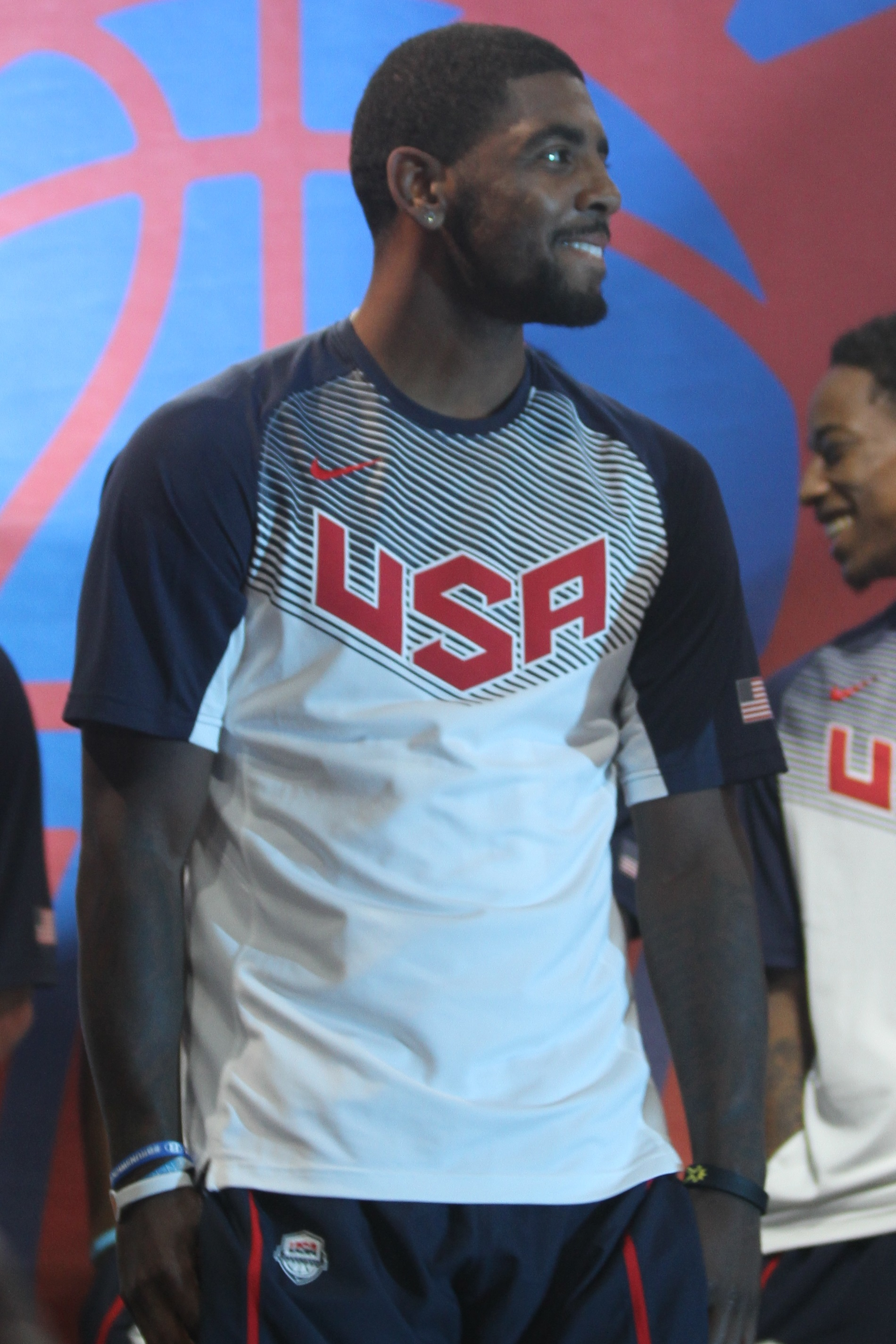
Kyrie Irving (MVP)
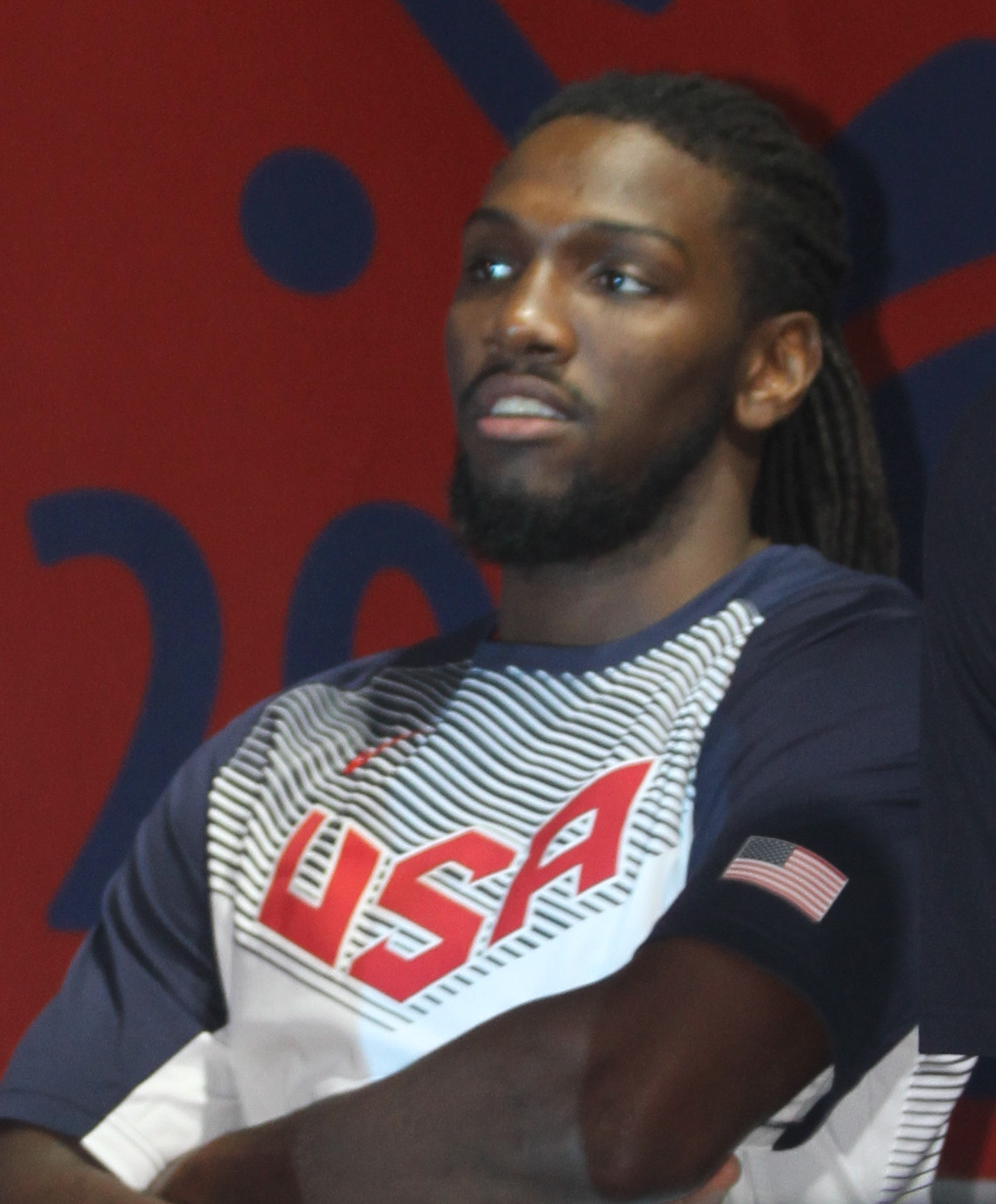
Kenneth Faried
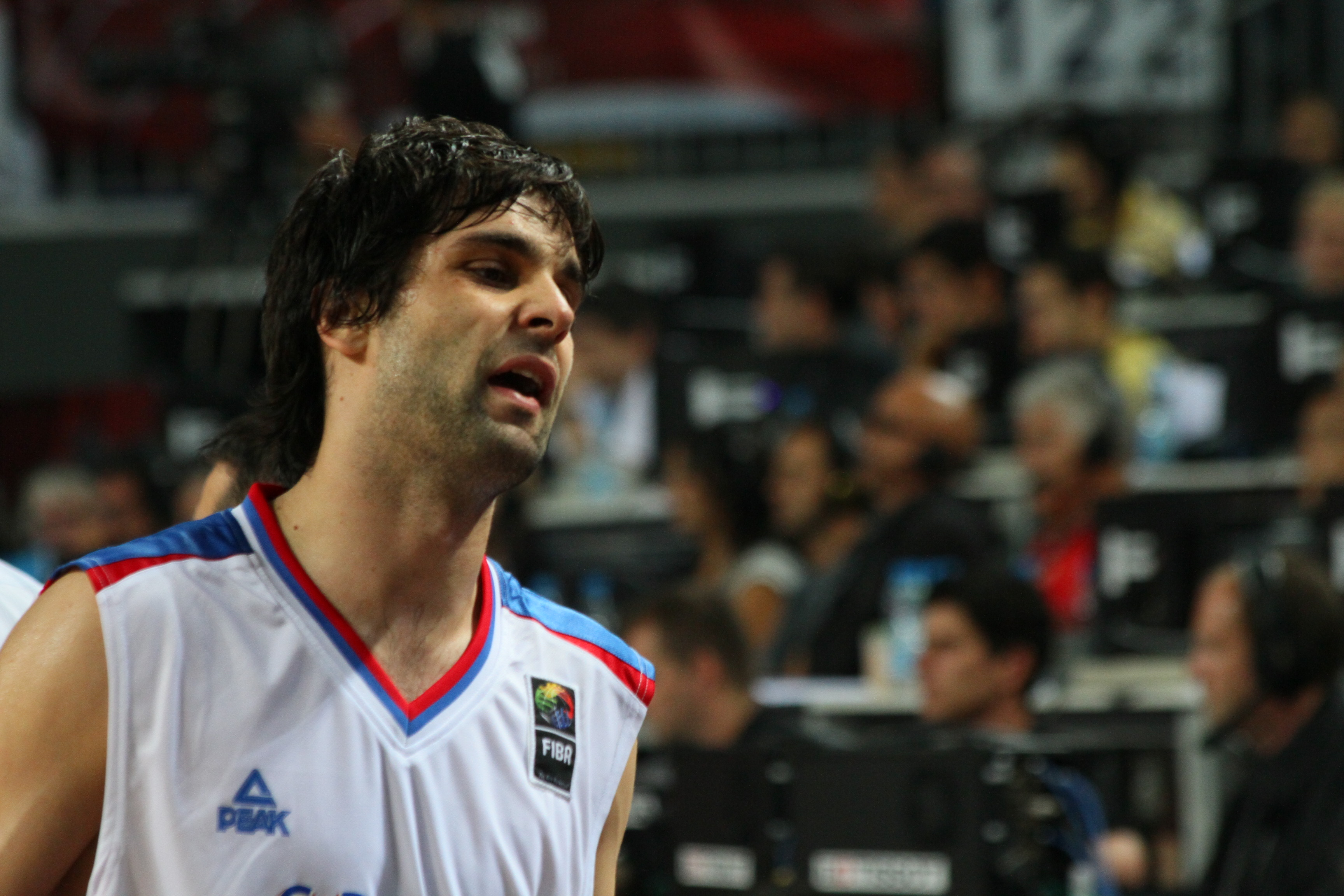
Miloš Teodosić
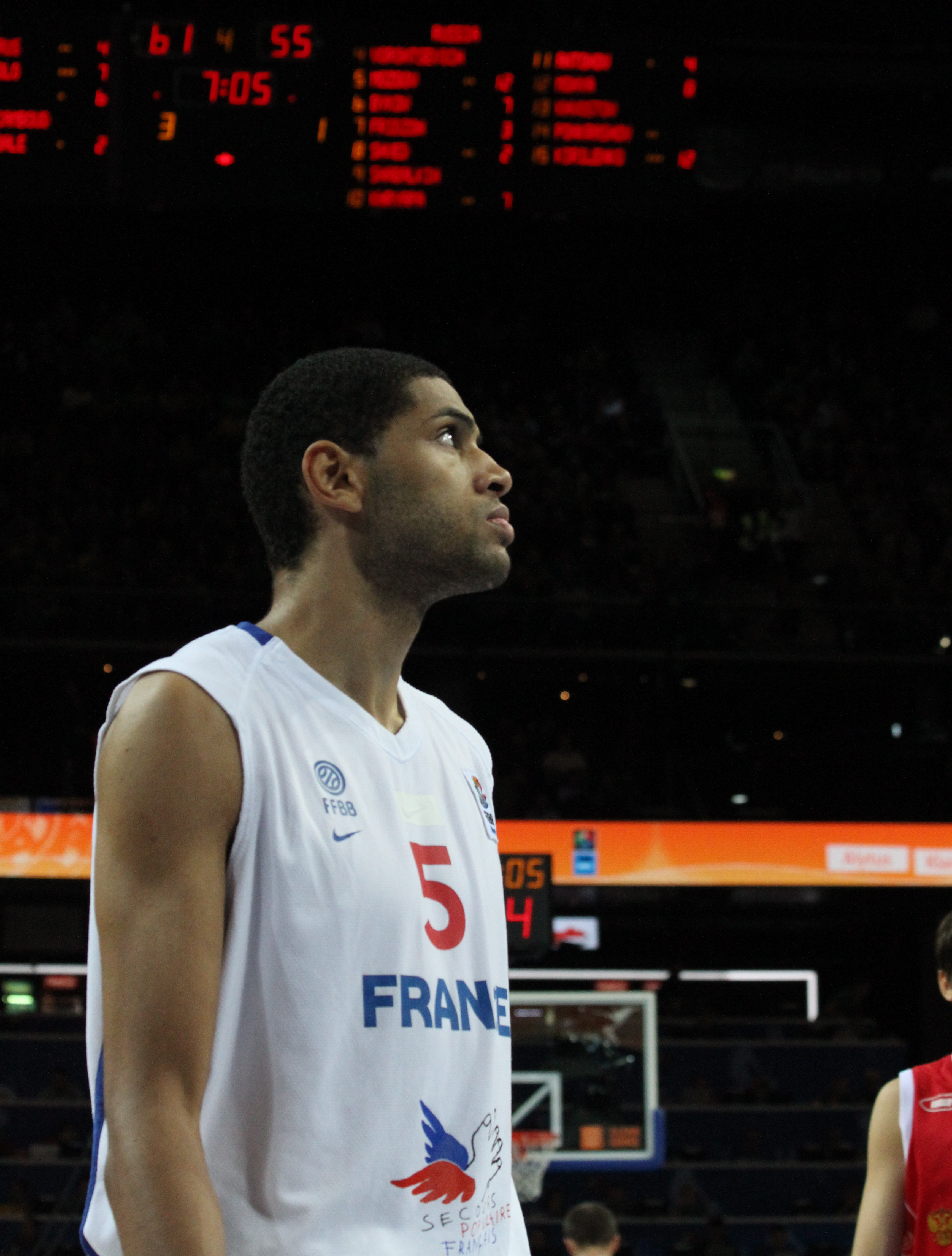
Nicolas Batum
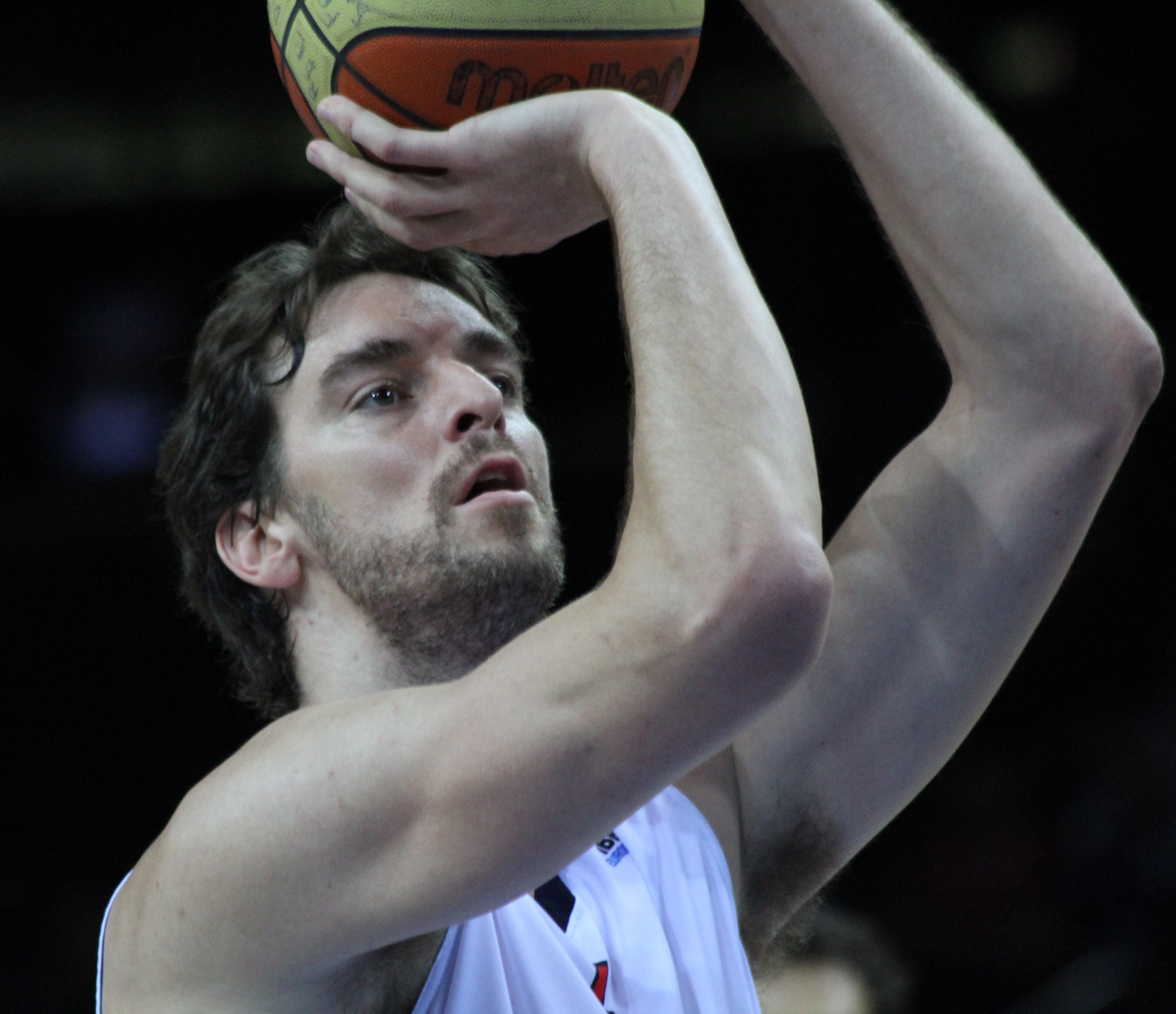
Pau Gasol

## Autour de la compétition

### Tournée du trophée
Une tournée du trophée Naismith, récompensant l'équipe championne du monde, est organisée pour la promotion de la compétition, et débute dès 2012 dans plusieurs villes espagnoles, dont les villes hôtes du tournoi. Il est ensuite présenté lors d'évènements majeurs, comme aux championnats du monde de basket 3×3 en 2012 en Grèce, à l'Eurobasket 2013, durant le final four de l'Euroligue 2013-2014 à Milan ou encore en février 2014 à La Nouvelle-Orléans à l'occasion du All-Star Game 2014 de la NBA,.

### Ballon officiel
La FIBA et Molten, son partenaire depuis trente ans, dévoilent le 30 janvier 2014 le ballon officiel de la compétition. La Coupe du monde 2014 est la première compétition de basket-ball pour laquelle un ballon est spécialement développé.

### Mascottes et hymne
Le 31 janvier, c'est au tour des mascottes du tournoi d'être dévoilées. Elles sont nommées Olé et Hop, en référence à l'alley-oop, et représentent deux mains, reprises du logo de la compétition.
L'hymne officiel est la chanson Sube la Copa, écrite, composée et interprétée par le chanteur espagnol Huecco. Il est dévoilé en août 2014 et distribué sur les plates-formes de téléchargement iTunes, Spotify et Deezer. Les fonds récoltés sont reversés à plusieurs fondations espagnoles ainsi qu'à celle de la FIBA.

### Couverture médiatique et affluence
Le premier tour obtient de fortes audiences en Espagne sur la chaine Cuatro et dans le monde.
À l'occasion de la demi-finale, la rencontre de la France est diffusée sur France 2 ainsi que sur la chaîne cryptée Canal+ Sport avec les commentaires de David Cozette et George Eddy. La rencontre atteint un record d’audience pour SportCanal+ avec 730 000 abonnés en moyenne pour une part d’audience de 17,6 % auprès des abonnés, soit près de 4 % de parts de marché au niveau national, avec un pic à 940 000 abonnés à la fin de première mi-temps, ce qui constitue la meilleure audience pour un match de basket-ball d’une compétition internationale sur Canal+ Sport (hors finale). Avec France 2, la match face à la Serbie est suivi par plus de 2,8 millions de personnes sur France 2 et Canal+ Sport, soit plus de 15 % de parts d’audience en France. France 2 ne diffusant pas la finale pour la troisième place, Canal+ Sport établit un nouveau record d'audience avec 487 000 abonnés pour une part d'audience de 16,5 % et un pic à 896 000 abonnés à la fin du match.

### Lutte antidopage
Programme mené depuis janvier 2014